# Aeroportul Calabozo
Aeroportul Calabozo (IATA: CLZ, ICAO: SVCL) este un aeroport din Municipio Francisco de Miranda⁠(d), Guárico, Venezuela ce deservește zona Calabozo⁠(d). A fost numit după zona deservită.
Situat la o altitudine de 99 m, aeroportul dispune de o singură pistă.